# Chassy (Cher)
Chassy – miejscowość i gmina we Francji, w Regionie Centralnym, w departamencie Cher.
Według danych na rok 1990 gminę zamieszkiwały 203 osoby, a gęstość zaludnienia wynosiła 11 osób/km² (wśród 1842 gmin Regionu Centralnego Chassy plasuje się na 936. miejscu pod względem liczby ludności, natomiast pod względem powierzchni na miejscu 721.).